# Scelimena hafizhaii
Scelimena hafizhaii är en insektsart som beskrevs av Mahmood, K., Idris och Salmah 2007. Scelimena hafizhaii ingår i släktet Scelimena och familjen torngräshoppor. Inga underarter finns listade i Catalogue of Life.